# Montebuglio
Montebuglio è una frazione del comune di Casale Corte Cerro nella provincia del Verbano-Cusio-Ossola; fino al 1862, era conosciuto come Buglio, mentre fino al 1868 fu comune autonomo, quando con Regio Decreto del 29 ottobre del medesimo anno venne soppresso e aggregato al comune di Casale Corte Cerro.

## Geografia fisica
La frazione, di circa 180 abitanti, è situata a 495 metri sul livello del mare; distaccata dal centro comunale, è posta a circa 1,5 km a Sud rispetto al centro comunale. Montebuglio sorge alle pendici del Monte Zuccaro (1338 m s.l.m.), nel complesso del Monte Cerano, in Val Corcera, ed è raggiungibile mediante carrozzabile sia dal capoluogo comunale, sia dalla località San Fermo (Omegna), mediante Strada statale 229 del Lago d'Orta; da Montebuglio si può raggiungere l'Alpe Quaggione, passando dall'Alpe Rusa. La frazione si colloca sul lato sinistro del fiume Strona. Confina a Sud con Gattugno, ad Est con le frazioni Pramore e Cassinone, a Nord con la frazione Tanchello.

## Monumenti e luoghi d'interesse
Sul suo territorio la frazione ospita la parrocchiale di San Tommaso Apostolo, il cimitero della località e il Santuario del Balmello.